# 루서 귤릭 (사회과학자)
루서 홀시 귤릭 3세(영어: Luther Halsey Gulick III, 1892년 1월 17일 ~ 1993년 1월 10일)는 행정학의 전문가이다. 그는 의사이자 캠프 파이어 USA의 설립자인 루서 귤릭(1865년 ~ 1918년)의 아들이기도 하다.
귤릭은 1914년에 오벌린 대학교를 졸업했고 1920년에는 컬럼비아 대학교에서 Ph.D를 받았다. 이후 그는 뉴욕 행정학 연구소의 경영진이 되었다. 귤릭은 컬럼비아 대학교에서 1931년부터 1942년까지 교수직을 맡았으며, 이후 뉴욕 행정학 연구소로 돌아와서 1942년부터 1961년에 은퇴할 때까지 중역으로 근무했다.
행정학 분야에 있어 귤릭은 POSDCoRB 이론을 창시한 것으로 유명하다. POSDCORB의 각 글자는 각각 기획(Planning), 조직(Organizing). 인사(Staffing), 지시(Direction), 조정(Co-ordinating), 보고(Reporting), 예산(Budgeting)을 가리킨다.
또한 귤릭은 어윅(Lindall H. Urwick)과 저술한 Papers on the Science of Administration(1937)에서 행정의 가치체계에서 능률성은 제1의 공리(number one axiom)라고 주장하였다.
그가 활동하던 시기는 정치와 행정의 영역을 분리하려는 정치행정 이원론의 조류가 넓게 형성되어 있던 시대였는데, 귤릭은 둘 사이를 구별하는 것은 불가능하다고 주장했다. 따라서 귤릭이 정치행정 이원론과 일원론 중 어느 입장을 취했는지에 대해서는 확실하지 않다.

## 저서 목록
- Evolution of the Budget in Massachusetts (1920년 작품)
- Papers on the Science of Administration(1937년 작품)
- Administrative Reflections from World War II (1948년 작품)
- American Forest Policy (1951년 작품)
- The Metropolitan Problem and American Ideas (1962년 작품)